# گمشده (فیلم ۲۰۲۳)
گمشده (انگلیسی: Lost) فیلم هندی دلهره‌آور هندی-زبان، محصول سال ۲۰۲۳ است که کارگردانی آن را آنیرودا روی چاودری بر عهده داشت. بازیگران اصلی یامی گوتام در نقش محوری به همراه پانکاج کاپور، راهول خانا، نیل بوپالام، پیا باجپای هستند که در کنار آنها هانی جین (Honeyy Jain)، توشار پندی نقش مکمل را بازی کرده‌اند. فیلم در روز ۱۶ فوریه ۲۰۲۳ از پلت‌فرم زی۵ به نمایش درآمد. فیلم گمشده، نخستین بار در جشنواره فیلم جنوب آسیایی شیکاگو در روز ۲۲ سپتامبر ۲۰۲۲ به نمایش گذاشته شد. این فیلم اولین نمایش خود در آسیا را در پنجاه و سومین جشنواره بین‌المللی فیلم هند در گوا انجام داد.